# Jacob Jones
Jacob Jones est un officier de marine américain, né en mars 1758 à Smyrna dans le Delaware et mort le 3 août 1850 à Philadelphie, Pennsylvanie.

### Webographie
- (en) « Jacob Jones », sur Find a Grave
- NHC Biography and Photographs